# Maktoob
Yahoo! Maktoob (in arabo مكتوب‎?) è una società di servizi online fondata ad Amman (Giordania). Maktoob.com era noto per essere il primo fornitore di servizi di posta elettronica in arabo/inglese. Nel 2009, Yahoo! ha acquisito Maktoob.com, trasformando così Maktoob nel braccio ufficiale di Yahoo! nella regione MENA.